# Бондар Олександр Вікторович
Олекса́ндр Ві́кторович Бо́ндар (нар. 29 березня 1992 — 4 лютого 2016) — солдат Збройних сил України, учасник російсько-української війни.

## Біографія
Народився 29 березня 1992 р. у селі Лички Ківерцівського району Волинської області.
Навчався в загальноосвітній школі І—III ступеня с. Тростянець Ківерцівського району.
Служив на посаді командира відділення БМП у званні сержант, у 1-му механізованому батальйоні 24-ї окремої механізованої бригади.
У 2014—2016 роках пройшов 4 ротації на фронті в найгарячіших точках.
4 лютого 2016 року помер від зупинки серця, перебуваючи на навчальних зборах на Яворівському полігоні.
Похований у селі Лички, Ківерцівський район, Волинська область.

## Нагороди
- Указом Президента України № 319/2015 від 9 червня 2015 року, «за особисту мужність і високий професіоналізм, виявлені у захисті державного суверенітету та територіальної цілісності України, вірність військовій присязі», нагороджений орденом «За мужність» III ступеня[1].